# Leonhard Seyboth
Leonhard Seyboth (* 12. September 1842 in Neustadt an der Aisch; † 10. Oktober 1916 in München) war Fabrikant und Mitglied des Deutschen Reichstags.

## Leben
Seyboth besuchte von 1847 bis 1852 die Volksschule und danach 1856 das Gymnasium in seiner Geburtsstadt. Anschließend studierte er in Universität München und wurde zum Apotheker 1864 approbiert. 1866 gründete er in Augsburg eine Mineralwasserfabrik, die er später an Hugo Groetzner veräußerte. Ab 1870 besaß er eine Maschinenfabrik für Eis- und Kühlmaschinen. Ab 1901 war er als Landwirt und Fabrikant in München tätig.
Von 1903 bis Januar 1904 war er Mitglied des Deutschen Reichstags für den Reichstagswahlkreis Regierungsbezirk Kassel 4 (Eschwege, Schmalkalden, Witzenhausen) und die Freisinnige Volkspartei. Nachdem er wegen Wechselfälschung verurteilt worden war, verlor er Anfang 1904 sein Reichstagsmandat.
Sein Bruder war der Abgeordnete Friedrich Seyboth.